# Hong Jin-Ho
Hong Jin-Ho (nascido em 31 de Outubro de 1982) é um jogador profissional de StarCraft da Coreia do Sul que usa o nick [NC]...YellOw, ou simplesmente Yellow.

## Carreira no StarCraft
Hong, apelidado de "Storm Zerg" ("Tempestade Zerg"), é conhecido pelo seu estilo agressivo e incomodante, e por sua rivalidade com BoxeR, que nunca perdeu para ele numa final da Starleague.
Hong é famoso por nunca ter conseguido o primeiro lugar em um torneio importante de StarCraft, apesar de sua performance sempre forte. Hong conseguiu terminar em segundo seis vezes, nunca se tornando campeão, o que o levou a ser apelidado de "King of Silver" ("Rei da Prata"). Apesar de haver alguns torneios em que ele foi campeão, esses foram invalidados quando a KeSPA anunciou aceitar apenas títulos da OSL e MSL. Suas vitórias notáveis incluem primeiro lugar na 5° ITV Starleague de 2003, a liga Snickers All-Star de 2005 e o primeiro torneio BlizzCon Invitational.
Hong sofreu sua última grande derrota contra Casy, nas semifinais da primeira temporada da Shinhan Bank OSL de 2006, e terminou em 3° lugar. Devido às pobres performances nas OSLs seguintes, Hong entrou numa crise da qual ainda não se recuperou. Hong alcançou o round de 32 no GOMTV Averatech Classic, mas foi eliminado por oDin. Ele está nas forças aéreas Coreanas desde novembro de 2008, e se alistou para o time Korean Air Force ACE.
Depois de ser membro do KAF ACE, Hong está recuperando sua forma lentamente. A razão foi uma vitória "storm-like" contra Bisu em 20 de Junho de 2009 na Shinhan Bank ProLeague 2008-2009, depois de 735 dias de silêncio. Ele não pôde se qualificar nem para a OSL nem para a MSL desde a segunda temporada da Shinhan Bank OSL de 2006, mas no final da temporada 2009-2010 da Shinhan Bank ProLeague, Hong terminou conseguindo três vitórias consecutivas, incluindo uma dramática vitória contra Jaedong.

## Maiores Realizações
- Coca-Cola OnGameNet Starleague - 2° lugar
- KPGA 1st Tour (MSL) - 2° lugar
- KPGA 2nd Tour (MSL) - 2° lugar
- Olympus OnGameNet Starleague - 2° lugar
- TG Sambo MSL - 2° lugar
- WCG 2002 Grand Final - prata
- 2005 Snickers All-Star League - vencedor
- KTEC KPGA Winner's Championship - vencedor
- BlizzCon 2005 - vencedor